# Tom Høgli
Tom Høgli, född 24 februari 1984, är en norsk fotbollsspelare (försvarare) som spelar för Tromsø.
Den 20 augusti 2008 debuterade Høgli för Norges landslag i en 1–1-match mot Irland.